# Pedicellina nutans
Pedicellina nutans är en bägardjursart som beskrevs av Dalyell 1848. Pedicellina nutans ingår i släktet Pedicellina och familjen Pedicellinidae. Arten är reproducerande i Sverige. Inga underarter finns listade i Catalogue of Life.